# 브라모스 순항 미사일
브라모스 순항 미사일(영어: BrahMos cruise missile, PJ-10)은 러시아와 인도의 합작 램제트 미사일로, 대함용과 지상공격용이 있다. 블록Ⅰ형은 초음속 대함 미사일로, 사정거리가 290 km으로 대함용이다. 블록Ⅱ형은 초음속 지대지 순항 미사일로, 사정거리가 290 km이다. 파키스탄의 바부르 순항 미사일을 만든게 위협이 되어 만든 지대지 순항 미사일로써 파키스탄 남부를 사정권에 두었다.
무게 3톤인 인도의 브라모스는 무게 1~1.5톤 정도인 미국 토마호크, 영국 프랑스 스칼프, 독일 타우루스 보다 2배 정도의 무게를 갖는다.

## 중어뢰
인도 해군은 브라모스를 작게 개조하여 잠수함의 533 mm 어뢰관에서 발사 할 수 있는 버전을 구매할 계획이다. 브라모스는 지표면에 붙어서 3 m 고도로 마하 3의 속도를 내며 600 km를 날아간다. 핵탄두 장착이 가능하다.

## 브라모스2
브라모스1은 마하3의 초음속(supersonic) 순항미사일인데 비해, 브라모스2는 마하 5.26의 극초음속(hypersonic) 순항미사일이다. 기존의 순항미사일 중 세계 최고 속도였던 브라모스1의 기록을 갱신했다. 브라모스2의 지대지형 설계가 완료되어, 시험용 4발이 생산되었다. 공대지와 함대지 잠대지는 2012-13년에 시험발사될 것이다. 설계는 2011년 10월에 완료되었다. 인도 해군의 콜카타급 구축함과 러시아 해군의 프로젝트 21956 구축함에 브라모스2가 탑재될 것이다.
마하 5.26는 1.7884 km/s로서, 보통 1.7 km/s로 알려져 있는 스커드 미사일의 속도이다. S-400은 사거리 3,000km인 중거리 탄도 미사일의 속도인 5 km/sec까지 요격이 가능하므로, 브라모스2의 요격이 가능하다. 사거리 1,000 km 이하인 전술탄도미사일은 보통 최종돌입속도가 2.9 km/sec(마하 8.5) 이하이며, 전술탄도미사일의 대부분의 사거리는 300 km 이하이고 최종돌입속도는 1.5 km/sec(마하 4.4) 이하이다. 북한의 스커드 미사일은 1.7 km/sec(마하 5), 노동 1호는 3 km/sec(마하 8.8)이다.
순항미사일은 탄도미사일에 비해 MTCR 등의 개발제한이 없으나, 아음속이라는 느린 속도가 문제되었는데, 브라모스2는 극초음속인 스커드 미사일의 속도를 가지면서도, 사거리 2천 km 개발에 제한이 없다.

## 종류
- 브라모스1 블록Ⅰ : 290 km 대함및 지상공격용
- 브라모스1 블록Ⅱ : 290 km 지상공격용
- 브라모스-2 : 마하 7의 속도